# Euphorbia oxystegia
Euphorbia oxystegia är en törelväxtart som beskrevs av Pierre Edmond Boissier. Euphorbia oxystegia ingår i släktet törlar, och familjen törelväxter. Inga underarter finns listade i Catalogue of Life.